# Pont de Wushan
Le pont de Wushan, ou Pont de Wuxia (chinois simplifié : 巫山长江大桥 ; chinois traditionnel : 巫山長江大橋 ; pinyin : Wūshān Chángjiāng dàqiáo ; litt. « Pont de Wushan sur le Yangtsé »), est un pont en arc en tubes d’acier remplis de béton (de type CFST, pour concrete filled steel tube), franchissant le fleuve Yangzi Jiang à Wushan, dans la municipalité de Chongqing, à quelque 1 500 km à l'ouest de Shanghai, en Chine.
Ouvert à la circulation en 2005, son arc présente une portée principale de 492 mètres, mesurée entre bords extérieurs de l'arc supérieur, et une portée libre de 460 mètres, mesurée entre bords de l'arc inférieur, faisant de cet ouvrage le plus grand au monde dans sa catégorie, les ponts en arc à tubes en acier remplis de béton, devant le pont de Zhijinghe du même type, à Hubei, en Chine, achevé en 2009 avec une travée principale de 430 mètres.

## Descriptif général

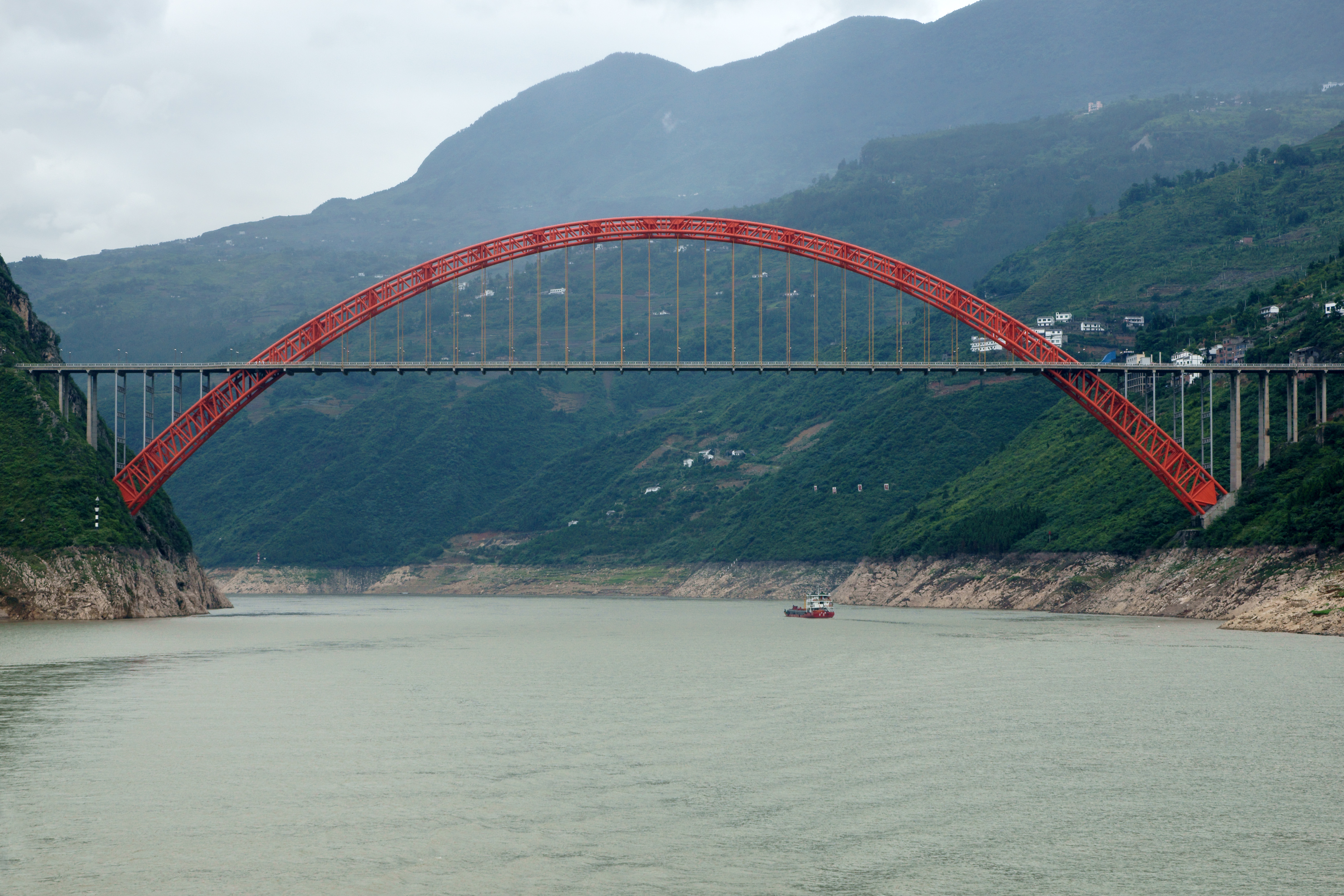
Pont de Wushan, surplombant le fleuve Yangzi Jiang

Il s’agit d’un pont en arc à tablier traversant d’une portée libre de 460 mètres, mesurée entre extrémités de la corde inférieure de l’arc, record du monde pour ce type de pont en arc CFST. La hauteur entre le sommet de l’arc et le tablier est de 130 mètres[Information douteuse], ce qui équivaut à un élancement de 1/3.8.
La géométrie de la Gorge de Wu, avec de la roche relativement saine en partie supérieure à l’emplacement des appuis pour soutenir la poussée de la voûte, était idéale pour construire un pont en arc. Les rives abruptes conduisirent à utiliser une grue à câble, où l'arc pouvait être assemblé sans avoir recours à une installation de chantier trop coûteuse et sans le recours à des arcs ou des poutres temporaires.
La longueur totale de l'ouvrage est de 612,20 mètres, se répartissant en une portée centrale de 492 mètres (mesurée entre appuis extérieurs à la corde supérieure de l’arc), et deux travées latérales de respectivement 72 mètres et 36 mètres.
La largeur du pont est de 19 mètres, dont 15 mètres affectés à la circulation, deux passages piétons de 1,5 mètre de part et d’autre et deux passages de 0,5 mètre pour des rails.
Les arcs sont constitués d’un treillis CFST comprenant quatre tubes principaux et des membrures de rigidification. La largeur de ce treillis est de 4,14 mètres, mesurée entre bords extérieurs des tubes. La hauteur est variable de 7 à 14 mètres.

## Construction
La construction du pont a commencé le 28 décembre 2001 et a duré trois ans. L’ouvrage a été ouvert à la circulation le 8 janvier 2005.

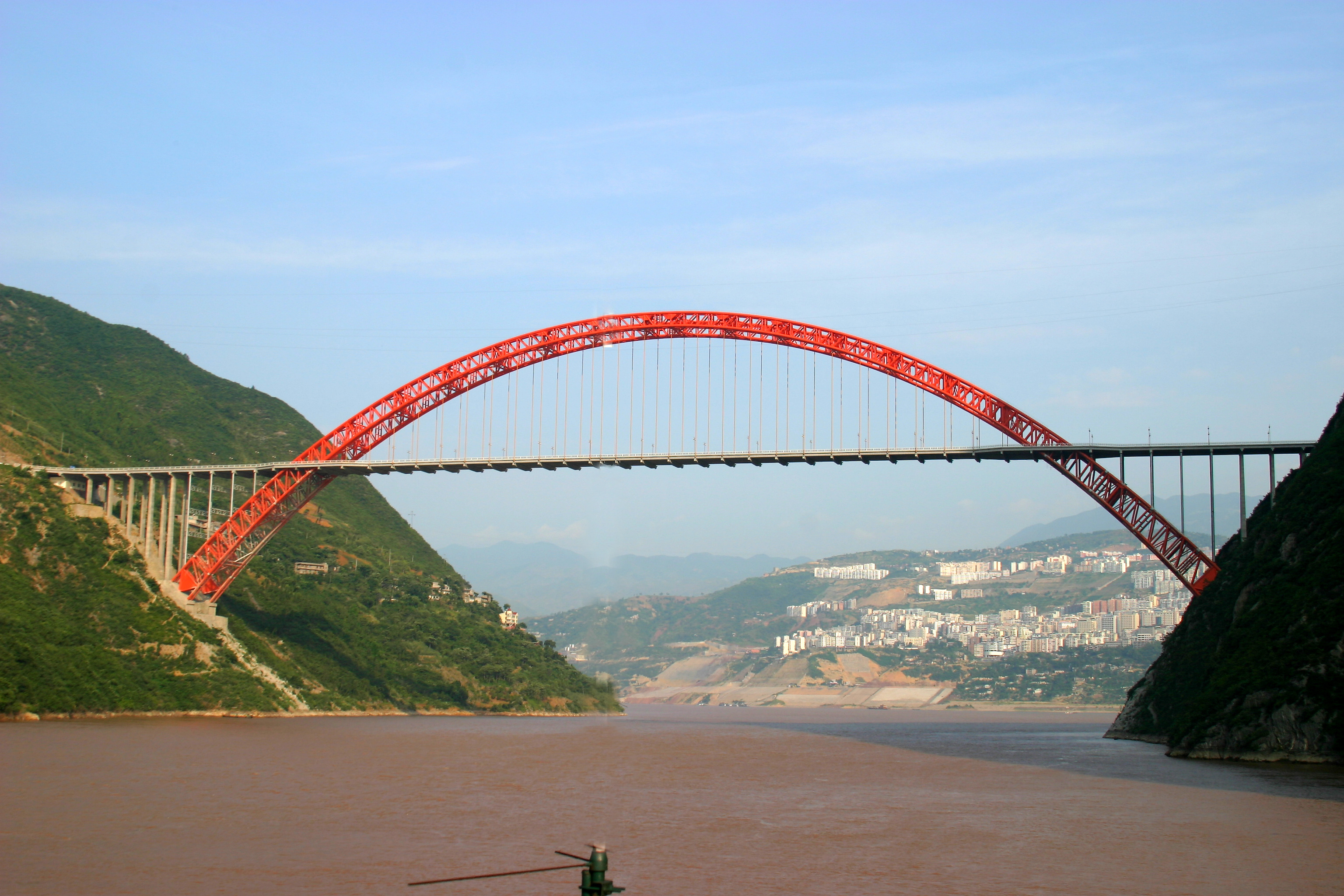
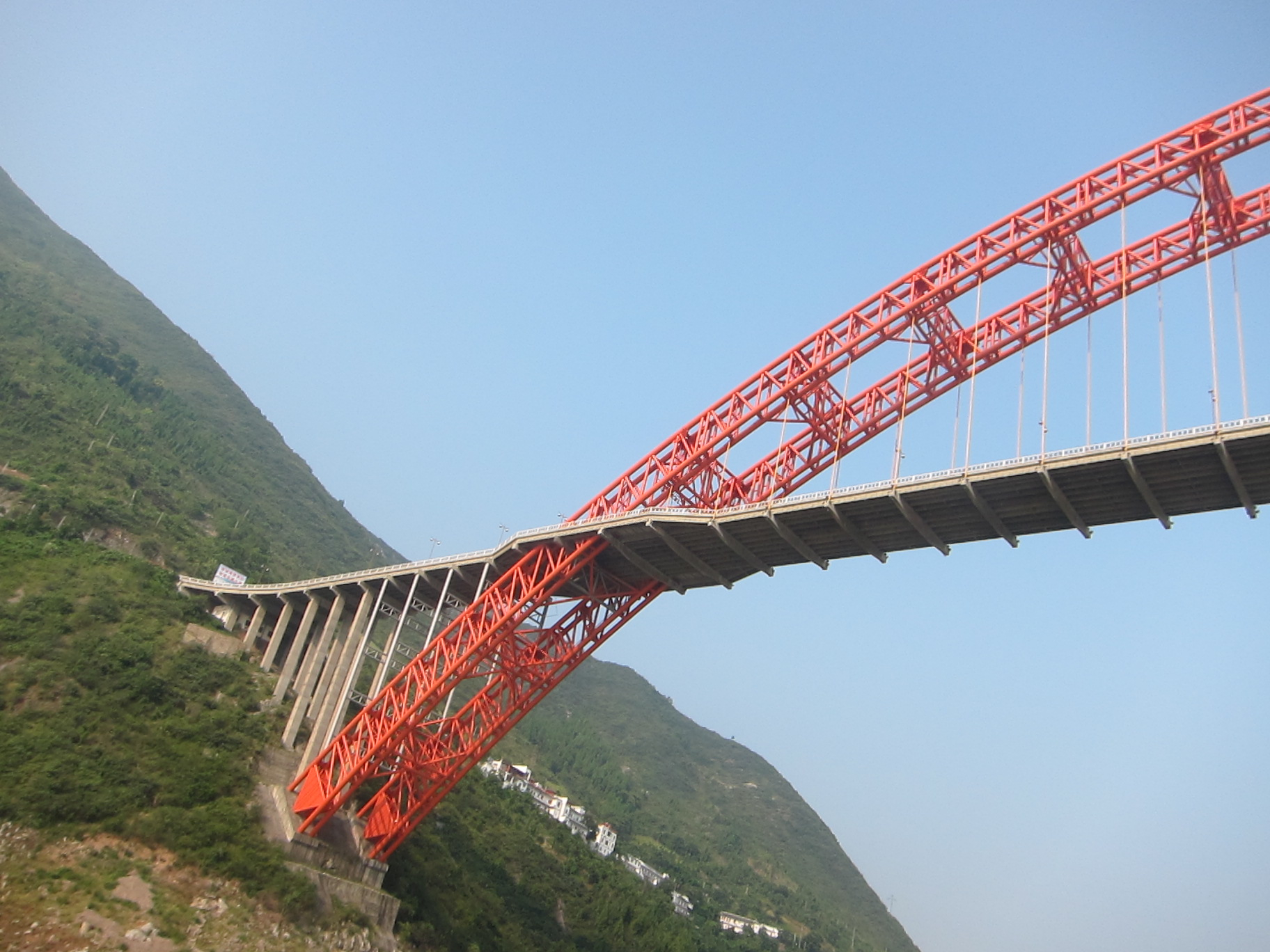
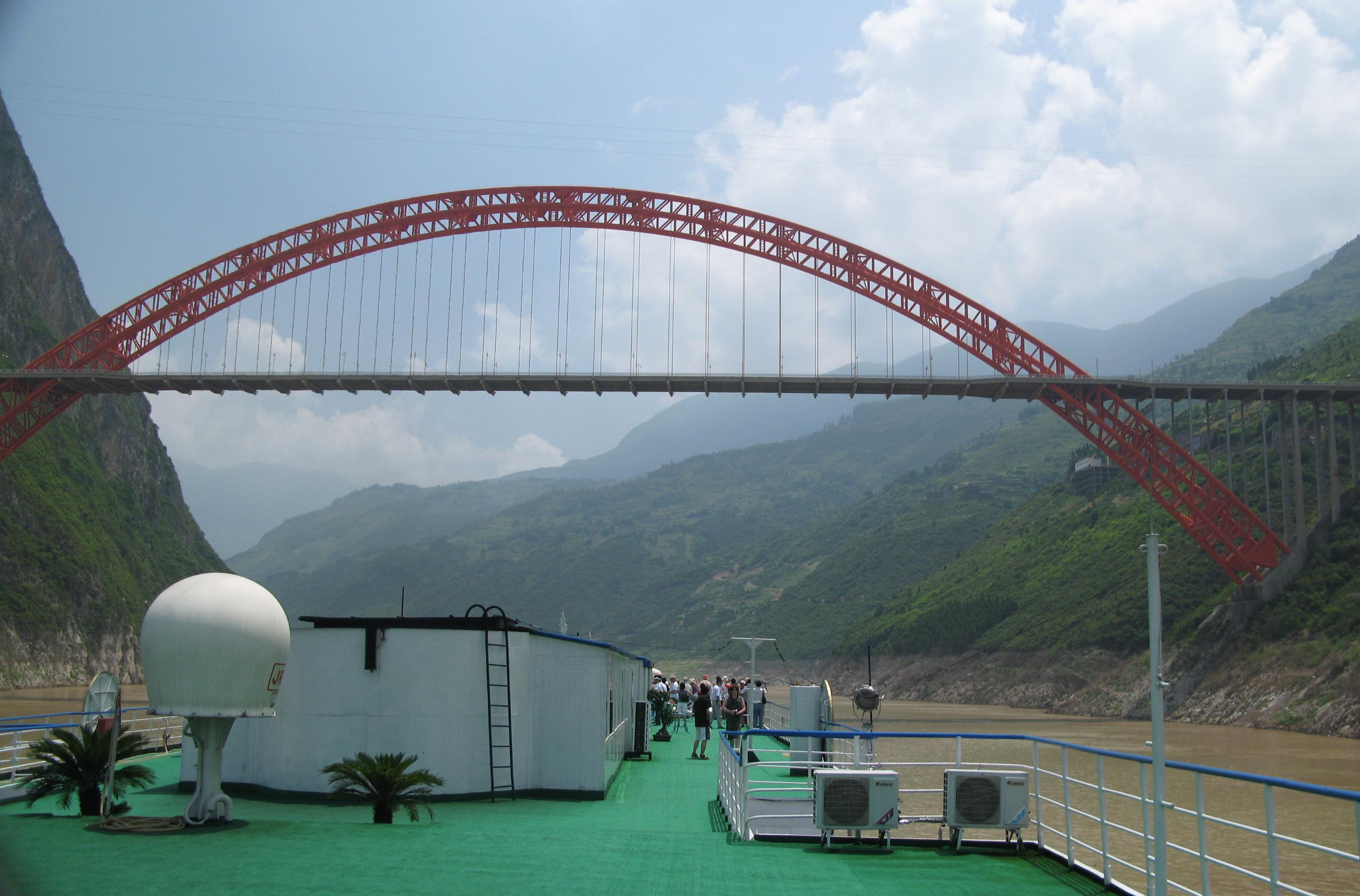